# Adolfo Frederico III de Meclemburgo-Strelitz
Adolfo Frederico III de Meclemburgo-Strelitz (Strelitz, 7 de junho de 1686 — Schwerin, 11 de dezembro de 1752) foi o duque de Meclemburgo-Strelitz de 1708 até à sua morte.

## Biografia
Adolfo Frederico nasceu em Strelitz, filho do duque Adolfo Frederico II e da sua primeira esposa, a duquesa Maria de Meclemburgo-Güstrow. O seu pai criou o Ducado de Meclemburgo-Strelitz em 1701, depois de um acordo com o duque de Meclemburgo-Schwerin.
Sucedeu o seu pai como duque no dia 12 de Maio de 1708. Em 1712, o castelo da família ducal e a cidade de Strelitz foram queimados, o que forçou a família a viver na sua casa-de-campo. No mesmo lugar onde se encontrava a cidade de Strelitz foi construída a cidade de Neustrelitz. Em 1733, Adolfo inaugurou a nova cidade que se tornou a capital oficial do ducado em 1736.
Adolfo Frederico morreu em Schwerin e foi sucedido pelo seu sobrinho, o duque Adolfo Frederico IV.

## Casamento e descendência
Adolfo Frederico casou-se com a duquesa Doroteia de Eslésvico-Holsácia-Sonderburgo-Plön no dia 16 de Abril de 1709 em Reinfeld. O casal teve duas filhas:
- Maria Sofia de Meclemburgo-Strelitz (5 de maio de 1710 - 21 de fevereiro de 1728), morreu aos dezassete anos de idade; sem descendência.
- Madalena Cristina de Meclemburgo-Strelitz (21 de julho de 1711 - 21 de janeiro de 1713), morreu com cerca de ano e meio de idade.

## Genealogia
| Adolfo Frederico III de Meclemburgo-Strelitz | Pai: Adolfo Frederico II de Meclemburgo-Strelitz | Avô paterno: Adolfo Frederico I de Meclemburgo      | Bisavô paterno: João VII de Meclemburgo               |
| Adolfo Frederico III de Meclemburgo-Strelitz | Pai: Adolfo Frederico II de Meclemburgo-Strelitz | Avô paterno: Adolfo Frederico I de Meclemburgo      | Bisavó paterna: Sofia de Holstein-Gottorp             |
| Adolfo Frederico III de Meclemburgo-Strelitz | Pai: Adolfo Frederico II de Meclemburgo-Strelitz | Avó paterna: Maria Catarina de Brunswick-Dannenberg | Bisavô paterno: Júlio Ernesto de Brunswick-Dannenberg |
| Adolfo Frederico III de Meclemburgo-Strelitz | Pai: Adolfo Frederico II de Meclemburgo-Strelitz | Avó paterna: Maria Catarina de Brunswick-Dannenberg | Bisavó paterna: Maria da Frísia Oriental              |
| Adolfo Frederico III de Meclemburgo-Strelitz | Mãe: Maria de Meclemburgo-Güstrow                | Avô materno: Gustavo Adolfo de Meclemburgo-Güstrow  | Bisavô materno: João Alberto II de Meclemburgo        |
| Adolfo Frederico III de Meclemburgo-Strelitz | Mãe: Maria de Meclemburgo-Güstrow                | Avô materno: Gustavo Adolfo de Meclemburgo-Güstrow  | Bisavó materna: Maria Leonor de Anhalt-Bernburg       |
| Adolfo Frederico III de Meclemburgo-Strelitz | Mãe: Maria de Meclemburgo-Güstrow                | Avó materna: Madalena Sibila de Holstein-Gottorp    | Bisavô materno: Frederico III de Holstein-Gottorp     |
| Adolfo Frederico III de Meclemburgo-Strelitz | Mãe: Maria de Meclemburgo-Güstrow                | Avó materna: Madalena Sibila de Holstein-Gottorp    | Bisavó materna: Maria Isabel da Saxónia               |